# Las mujeres sabias

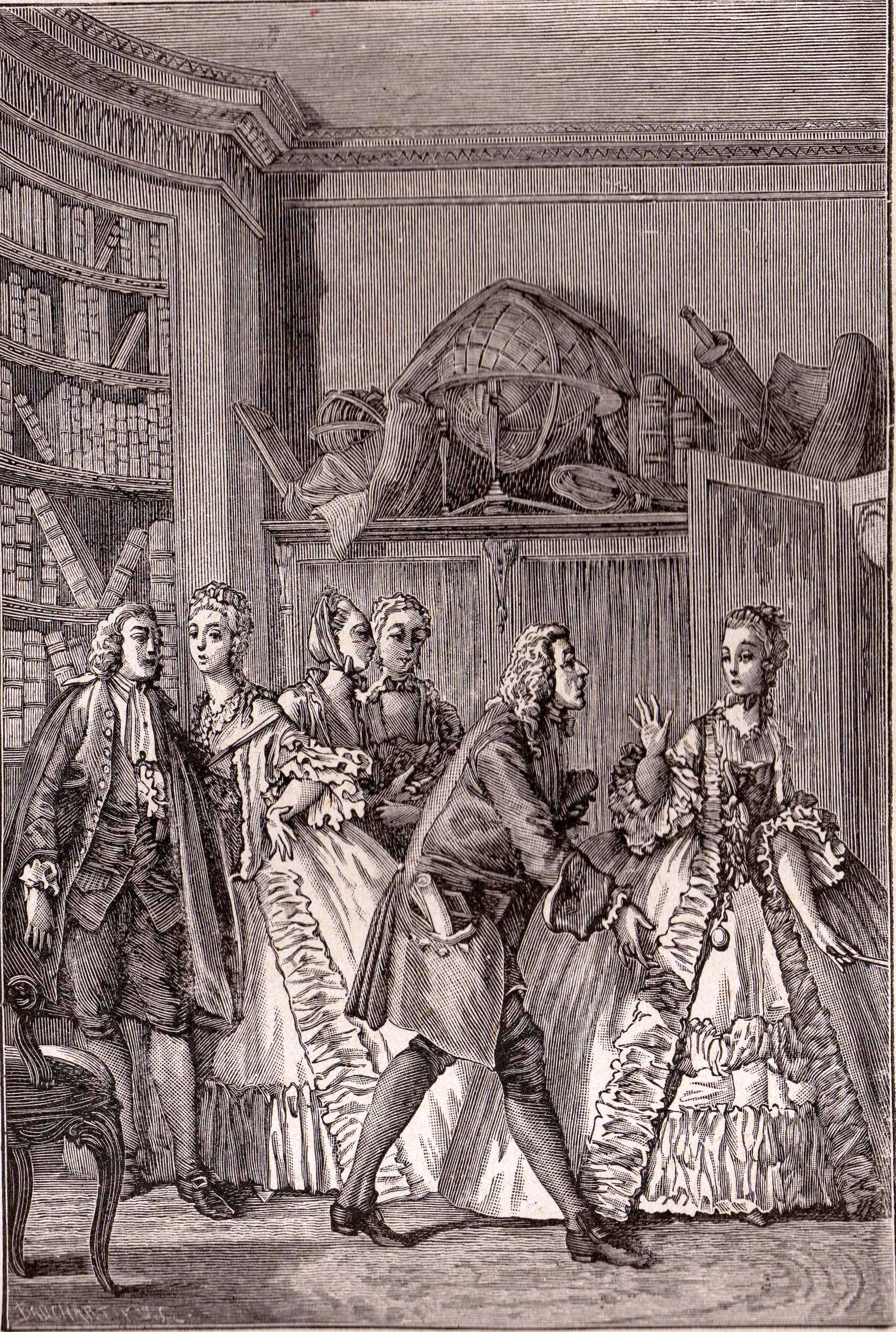
Escena de la obra según un grabado de Moreau le Jeune.

Las mujeres sabias (Les Femmes savantes) es una comedia de Molière en cinco actos y en verso, representada el 11 de marzo de 1672 por la Troupe du Roy en el Palacio Real.

## Argumento

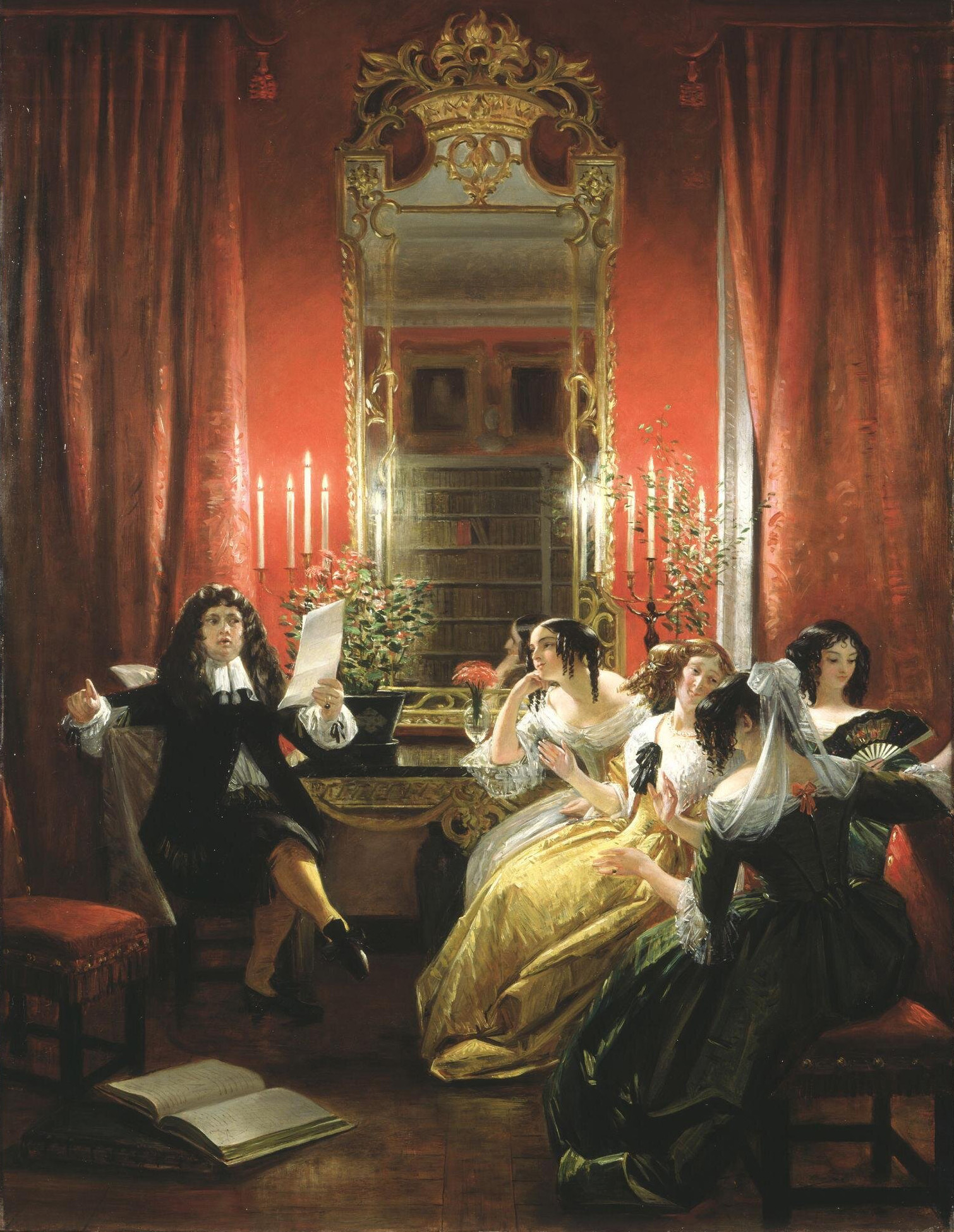
Las mujeres sabias de Charles Robert Leslie

La obra es una sátira en la que se critica la hipocresía y la corte de su tiempo con literatos pretenciosos y las damas obsesionadas por los avances de la ciencia que presumen conocer en profundidad.
Sus protagonistas forman parte de una familia de clase social alta compuesta por un matrimonio y sus dos hijas: Armanda y Enriqueta. Enriqueta aspira solo a casarse mientras que Armanda prefiere entregarse solo al intelecto.
Armanda, sus tías, Belisa y Belinda, al igual que su madre Filaminta, tienen la obsesión de la literatura, la gramática, la poesía y los versos; por ello,  Filaminta tiene como objetivo casar a su hija Enriqueta con un falso poeta llamado Trisotín de gran intelecto, mientras que Crisalio, su padre, acepta por yerno a Clitandro, el pretendiente que su hija ama.
Las protagonistas de "Las mujeres sabias", Armanda, Filaminta y Belisa son afectadas y arrogantes. Su principal referente es el erudito Trisotín que contrasta con la sencillez de Enriqueta y su enamorado, Clitandro, que tiene como su único objetivo el casarse con ella y disfrutar de su amor.

## Personajes
- Filaminta, buena burguesa
- Crisalio, esposo de Filaminta
- Armanda y
- Enriqueta, hijas de Filaminta y Crisalio
- Belisa, hermana de Crisalio
- Aristo, hermano de Crisalio
- Angélica, hermana de Crisalio
- Clitandro, amante de Enriqueta
- Trissotin, pedante
- Vadius, sabio
- Martina, la criada
- Un notario

## Representaciones destacadas
- Teatro Español, Madrid, 1967.
  - Dirección: Miguel Narros.
  - Intérpretes: Elisa Ramírez, Carlos Lemos, Luchy Soto
- Teatro Español, 1969.
  - Intérpretes: Julieta Serrano, Ana Belen, Berta Riaza.
- Teatro Español, Madrid. 1972. Director: Ángel García Moreno.
  - Intérpretes: Trini Alonso, Pedro Civera, Ana Frau.
- Teatro Español, Madrid, 1984.
  - Dirección: Miguel Narros.
  - Intérpretes: Amparo Baro, Blaki, Maria Kosty, Ana Gracia, Josep Maria Pou, Gracita Morales, Andres Resino, Roberto Cairo.
- Madrid, 1999/2000. Director: Alfonso Zurro.
  - Intérpretes: Analía Gadé, Berta Riaza.